# Brevitalitrus hotulanus
Brevitalitrus hotulanus is een vlokreeftensoort uit de familie van de Talitridae. De wetenschappelijke naam van de soort is voor het eerst geldig gepubliceerd in 1912 door Calman.